# Via Grande
Via Grande è una strada di Livorno; collega la zona del Porto Mediceo a piazza della Repubblica.

## Storia

Via Grande all'inizio del Novecento

Le origini della strada risalgono al XVI secolo, quando Bernardo Buontalenti fu incaricato dai Medici di ampliare il piccolo borgo di Livorno mediante la costruzione di una città-fortezza destinata a diventare lo sbocco a mare dei traffici portuali del Granducato di Toscana.
Il disegno di Buontalenti prevedeva la formazione di una maglia viaria regolare, chiusa all'interno di un pentagono fortificato, al quale si accedeva mediante alcune porte; le principali erano la Porta a Pisa, verso terra, e la Porta Colonnella, verso il porto.
Esse erano collegate da un asse stradale rettilineo, che in breve divenne il principale corso della città e lungo il quale si apriva anche la piazza Grande con il Duomo e altri importanti palazzi pubblici; denominata via Ferdinanda (in onore di Ferdinando I de' Medici), all'inizio dell'Ottocento, durante il Regno d'Etruria, fu nota come via Napoleone, per essere poi intitolata a Vittorio Emanuele II con l'Unità d'Italia. Dal secondo dopoguerra è denominata via Grande.
Qui si trovavano alcuni importanti edifici della città: lo scomparso Palazzo Balbiani, un tempo ornato da busti dei granduchi (ora per la maggior parte situati a VIlla Fabbricotti), il Cisternino di città, il Palazzo del Picchetto e la chiesa di Santa Barbara.
Nell'Ottocento, con l'abbattimento delle fortificazioni medicee, la strada fu collegata ai sobborghi mediante la piazza del Voltone, mentre nel 1846 la via fu prolungata verso il mare.
Le devastazioni della seconda guerra mondiale portarono ad una parziale distruzione dei complessi edilizi posti lungo la via; i piani di ricostruzione, che si rifacevano a quelli studiati da Marcello Piacentini prima della guerra, ipotizzarono dapprima l'allargamento della strada e il suo completo rifacimento, con la formazione di vasti porticati.
Tuttavia, la strada mantenne la sua larghezza originaria, ma furono demolite quasi tutte le emergenze storiche poste lungo la via: in particolare, venne rasa al suolo l'antica pieve di Santa Barbara, primo duomo della città, mentre, solo alcuni palazzi presso la piazza Guerrazzi (tra cui il Cisternino ed il Picchetto) furono risparmiati dalle demolizioni.